# 田中勝春
田中 勝春（たなか かつはる、1971年2月25日 - ）は、北海道三石郡三石町（現・日高郡新ひだか町）出身の調教師、元騎手。愛称は「カッチー」。シンクバンク所属。

## 来歴

### 騎手時代
1986年JRA競馬学校騎手課程入学。同期に佐藤哲三、角田晃一らがいる。
初騎乗は1989年3月4日に中京競馬の第2競走でチャンピオンミナミに騎乗し6着。その後ストレスからバセドウ病を患い半年間休養している。その年にデビューした新人騎手の中で初勝利はもっとも遅く、10月21日の東京競馬の第6競走、セキテイボーイだった。なお同馬の勝利が、大種牡馬テスコボーイ産駒の最後の勝利ともなった。
重賞初勝利は1990年9月9日の京王杯オータムハンデキャップでオラトリオに騎乗しての勝利だった。GI初勝利は1992年の安田記念。ヤマニンゼファーに騎乗し、大外枠を苦にせず優勝。ゴール前では派手なガッツポーズを見せた。その後もコンスタントに勝ち続け、関東リーディングでは毎年上位につけていた。
そして2004年9月11日には中山競馬第10競走でヒシフェアレディに騎乗し1着、中央競馬通算1000勝を達成した。中央競馬史上20人目で現役9人目の記録達成であった。
2005年3月26日、中山競馬第12競走でヒカルアルタイルに騎乗し、史上15人目、現役8人目となるJRA通算1万回騎乗を達成。キャリア16年0か月12日での到達は武豊14年11か月23日に次ぐ史上2番目のスピード記録であった。同年12月、全日本2歳優駿をグレイスティアラで勝利し地方交流G1初制覇。
2007年、皐月賞でヴィクトリーに騎乗し勝利、クラシックかつ八大競走初制覇となる、ヤマニンゼファー以来となる15年ぶり（騎乗機会では140戦ぶり）の中央競馬でのGI（表記はJpnIである）制覇となった。さらにはシャドウゲイトに騎乗し、シンガポール航空インターナショナルカップに挑戦し、日本国外でもGIを制覇した。夏の新潟開催では17勝し、2年ぶり5度目のリーディングを獲得した。さらに10月28日までに関東所属騎手の中で1位となる中央で99勝を挙げたことから11月8日に第21回ワールドスーパージョッキーズシリーズへの出場が発表された。なお、同シリーズには初出場となる。そして11月11日に自身初のJRA年間100勝を達成した。
2011年9月3日、新潟競馬第6競走でJRA史上7人目、現役6人目のJRA通算15000回騎乗を達成した。同年12月10日、中山9Rでラフレーズカフェに騎乗し1着となり、史上13人目、現役7人目のJRA通算1500勝を達成した。
2013年9月21日、中山競馬第8競走でライズトゥフェイムに騎乗し1着となり、中央競馬史上11人目、現役7人目のJRA通算1600勝を達成した。
2016年4月10日、福島競馬第4競走で中央競馬史上12人目のJRA通算1700勝を達成した。
2019年の函館記念をマイスタイルで制し、4年3か月ぶりに重賞を制覇し、重賞通算50勝を達成した。
2020年5月4日、東京競馬第5競走でボンヌシャンスに騎乗し、JRA史上5人目となる通算20000回騎乗を達成した。
2022年2月26日、中山競馬第8競走でオウケンロジータに騎乗して1着となり、史上11人目、現役5人目のJRA通算1800勝を達成した。
2023年12月7日、2024年度の新規調教師免許試験に合格した事がJRAより発表された。自身3度目の調教師免許受験で合格となった。現役騎手が新規に調教師免許を取得した際の特例を用いず、翌2024年1月1日付で調教師免許が発効となるため、2023年12月31日をもって騎手免許を返上し、引退となった。12月28日の中山競馬終了後に引退式が行われた。

### 調教師時代
2024年1月1日、調教師免許を取得、技術調教師として活動。海外研修では4か国を回り、イギリスではスノーフェアリーなどを管理したエドワード・ダンロップ厩舎を訪問した。
2025年3月5日付で厩舎を新規開業した（貸付馬房数12馬房）。初出走は同年3月8日、中山12Rにデイジーを出走させ鼻差及ばず2着。同年4月13日、福島11R福島民報杯で同年3月4日に定年解散した宗像義忠厩舎からの転厩馬シリウスコルトが1着となり、調教師としてJRA初勝利を挙げる。さらに同馬にて5月17日の新潟大賞典へ出走し8番人気ながら1着となり、開業からJRA重賞初挑戦で初勝利という偉業を成し遂げた。

## エピソード
好不調の波が激しく、まったく勝てない日も多いが、勝つ時は一日に何勝もする。
新潟競馬場や東京競馬場を得意とする。関西圏では長らく重賞を勝てず、2010年の中京記念をシャドウゲイトで制したのが関西圏での初重賞勝ちだった。京都・阪神・小倉では重賞未勝利であった。1999年にバイオマスターに騎乗して阪神競馬場のアーリントンカップで1位入線はしているが、進路妨害により2着降着となっている。
エッセイストの安西美穂子と親しく、安西とともに書店などで安西の本を買うと田中がサインをする形式でサイン会を開催したことがある。
実家は競走馬の生産牧場を経営している。父の田中春美は生産牧場を経営するかたわら、日本中央競馬会の馬主登録もしており、"幻の関西重賞初制覇"を演出したバイオマスターや、北海道の静内農業高等学校の高校生が生産を手がけたユメロマンなどを所有している。また地方競馬の馬主として所有馬に「カツハル」という名前を付けて走らせたことがある。自身の生産馬および所有馬に息子が騎乗することも多く、特に所有馬の勝ち星のうちおよそ半数を息子が挙げている。
インターアクションホースマンスクールが開校された2010年より特別講師としてレッスンに参加。
2023年12月28日の騎手引退式では、田中にとって思い入れのある馬主の安田修（新興産業創業者、「シンコウ」の冠名）の勝負服である黒を左半分に、同じく鈴木芳夫（元エイチ・アイ・エス会長）の勝負服である茶、黄袖を右半分にデザインした勝負服を着用して出席した。いずれも引退式の時点で故人となっており、「2人ともこの日を楽しみにしてくれていたと思うんだけど、亡くなられた。きっと今ごろ天国で2人で酒でも飲んでいるだろうね」とコメントしている。
2025年、調教師として新規開業した厩舎のユニホームの背中には大きく「HIGH　TAIL」とプリントされており、直訳すれば高い尾。馬は元気な時に尾を高く跳ねて見せることから「人馬ともフレッシュに元気にいこう」との願いを込めた。またユニホームの配色は紺のベースにピンク袖。同年3月4日付で引退解散した宗像厩舎からラーグルフなど23頭、石毛厩舎からも管理馬を引き継いだことから「宗像厩舎の紺と石毛厩舎のピンク」で、両厩舎への敬意がデザインに込められている。なおスタッフも宗像厩舎から5人、石毛厩舎から3人移籍してきている。

## 田中勝春とGI
2023年現在で通算1800勝以上していながら、近年の西高東低と言われる全体的な関東馬不振の流れの影響などを受けたのか、1992年の安田記念での初勝利からは、長期間GIを勝てずにいた。2004年の優駿牝馬（オークス）ではウイングレットに騎乗し7着。このレースでGI・100連敗という不名誉な記録を達成。2005年になってもなお勝てず、朝日杯フューチュリティステークスでも4着に敗れ、GI競走125連敗（内訳は中央競馬が121、地方競馬開催の統一GIが4）となっていた。その間、2着9回・3着7回。
しかし、2005年12月21日川崎競馬第10競走の全日本2歳優駿をグレイスティアラで制し、およそ13年ぶりにGIを制覇した。なお、全日本2歳優駿は「全日本3歳優駿」という名称だった1998年にもアドマイヤマンボで勝っているが、当時は統一GIIだった。
中央競馬のGIに限ればその後も連敗が続いたが、2007年に第67回皐月賞でヴィクトリーに騎乗し勝利、15年ぶりに中央競馬のGI競走制覇を果たして連敗記録を139でストップした。さらには、同年挑戦したシンガポール航空インターナショナルカップでシャドウゲイトに騎乗し日本国外の国際GIでも勝利している。
長く連敗が続いた原因の一つとして有力馬の騎乗が少なかったという事情もある。ヤマニンゼファーとセキテイリュウオーにまつわるエピソードも、もとはといえばセキテイリュウオーが所属厩舎（当時）の馬であり、自厩舎の馬を優先させたという事情があった。また、1番人気での騎乗は日本で2回・日本国外で1回（2000年安田記念：スティンガー、2002年朝日杯フューチュリティステークス：サクラプレジデント、2007年シンガポール航空インターナショナルカップ：シャドウゲイト）で、2番人気での騎乗も4回（2003年皐月賞・東京優駿（日本ダービー）：サクラプレジデント、2004年宝塚記念：ゼンノロブロイ、2007年日本ダービー：ヴィクトリー）しかなかった。また、岡部幸雄の騎手引退後に田中を主戦騎手の一人にしていた藤沢和雄厩舎もGIになると有力馬の騎乗を外国人騎手に乗り替わらせることが多かった。
もっとも悔しい敗戦は1993年の天皇賞（秋）でセキテイリュウオーに騎乗しハナ差に敗れたことだと語っている（レース後に悔し涙にくれたエピソードがある）。このときの優勝馬は、前年の安田記念で自身が騎乗して優勝したヤマニンゼファーであった。1997年の安田記念でもジェニュインに騎乗し同馬をかつてお手馬にしていた岡部騎乗のタイキブリザードにハナ差まで迫ったことがある。

## 騎乗成績
|            | 日付           | 競馬場・開催  | 競走名                        | 馬名               | 頭数 | 人気 | 着順 |
| ---------- | -------------- | ------------- | ----------------------------- | ------------------ | ---- | ---- | ---- |
| 初騎乗     | 1989年3月4日   | 1回中京1日2R  | アラ系3歳上700万下            | チャンピオンミナミ | 11頭 | 7    | 6着  |
| 初勝利     | 1989年10月21日 | 4回東京5日6R  | 3歳上400万下                  | セキテイボーイ     | 9頭  | 6    | 1着  |
| 重賞初騎乗 | 1990年4月29日  | 2回東京4日11R | サンケイスポーツ賞4歳牝馬特別 | エイシンキャロル   | 16頭 | 16   | 9着  |
| 重賞初勝利 | 1990年9月9日   | 4回中山2日11R | 京王杯AH                      | オラトリオ         | 12頭 | 9    | 1着  |
| GI初騎乗   | 1990年11月18日 | 4回京都6日10R | マイルCS                      | オラトリオ         | 18頭 | 13   | 13着 |
| GI初勝利   | 1992年5月17日  | 2回東京8日10R | 安田記念                      | ヤマニンゼファー   | 18頭 | 11   | 1着  |
| 障害初騎乗 | 1989年3月26日  | 3回中山2日5R  | 障害400万下                   | コッレオーニ       | 11頭 | 11   | 5着  |
| 最終騎乗   | 2023年12月28日 | 5回中山9日12R | ファイナルS                   | ブランデーロック   | 16頭 | 6    | 14着 |

| 年度   | 1着  | 2着  | 3着  | 騎乗数 | 勝率 | 連対率 | 複勝率 |
| ------ | ---- | ---- | ---- | ------ | ---- | ------ | ------ |
| 1989年 | 5    | 3    | 10   | 63     | .079 | .127   | .286   |
| 1990年 | 41   | 40   | 41   | 436    | .094 | .186   | .280   |
| 1991年 | 63   | 61   | 45   | 505    | .125 | .246   | .335   |
| 1992年 | 64   | 62   | 43   | 563    | .114 | .224   | .300   |
| 1993年 | 67   | 69   | 64   | 622    | .108 | .219   | .322   |
| 1994年 | 74   | 67   | 66   | 646    | .115 | .218   | .320   |
| 1995年 | 62   | 59   | 70   | 641    | .097 | .189   | .298   |
| 1996年 | 63   | 68   | 52   | 609    | .103 | .215   | .300   |
| 1997年 | 64   | 47   | 56   | 570    | .112 | .195   | .293   |
| 1998年 | 63   | 72   | 61   | 644    | .098 | .210   | .304   |
| 1999年 | 50   | 54   | 38   | 591    | .085 | .176   | .240   |
| 2000年 | 81   | 69   | 51   | 735    | .110 | .204   | .273   |
| 2001年 | 93   | 88   | 83   | 839    | .111 | .216   | .315   |
| 2002年 | 84   | 70   | 70   | 808    | .104 | .191   | .277   |
| 2003年 | 79   | 79   | 40   | 757    | .104 | .209   | .262   |
| 2004年 | 64   | 62   | 68   | 782    | .082 | .161   | .248   |
| 2005年 | 96   | 91   | 75   | 901    | .107 | .208   | .291   |
| 2006年 | 60   | 78   | 60   | 811    | .074 | .170   | .244   |
| 2007年 | 108  | 73   | 71   | 823    | .131 | .220   | .306   |
| 2008年 | 51   | 58   | 65   | 748    | .068 | .146   | .233   |
| 2009年 | 65   | 61   | 53   | 753    | .086 | .167   | .238   |
| 2010年 | 56   | 54   | 49   | 685    | .082 | .161   | .232   |
| 2011年 | 50   | 49   | 45   | 722    | .069 | .137   | .199   |
| 2012年 | 52   | 60   | 52   | 758    | .069 | .148   | .216   |
| 2013年 | 58   | 57   | 50   | 740    | .078 | .155   | .223   |
| 2014年 | 48   | 54   | 57   | 704    | .068 | .145   | .226   |
| 2015年 | 34   | 27   | 41   | 615    | .055 | .099   | .167   |
| 2016年 | 20   | 24   | 40   | 488    | .041 | .090   | .172   |
| 2017年 | 22   | 22   | 37   | 492    | .045 | .089   | .165   |
| 2018年 | 23   | 25   | 24   | 484    | .048 | .099   | .149   |
| 2019年 | 18   | 18   | 18   | 345    | .052 | .104   | .157   |
| 2020年 | 14   | 13   | 19   | 284    | .049 | .095   | .162   |
| 2021年 | 6    | 7    | 12   | 165    | .036 | .079   | .152   |
| 2022年 | 8    | 17   | 11   | 182    | .044 | .137   | .198   |
| 2023年 | 6    | 10   | 3    | 146    | .041 | .110   | .130   |
| 中央   | 1809 | 1766 | 1640 | 20657  | .088 | .173   | .253   |
| 地方   | 30   | 38   | 26   | 263    | .114 | .259   | .357   |

※他に障害2戦0勝, 海外3戦1

### 表彰
- 1992年 - 優秀騎手賞（勝利度数部門）
- 2002年 - フェアプレー賞（関東）
- 2005年 - フェアプレー賞（関東）
- 2007年 - 優秀騎手賞（勝利度数部門5位）

### 主な騎乗馬
- オラトリオ（1990年京王杯オータムハンデキャップ）
- ノースシャトル（1991年ダイヤモンドステークス）
- キリサンシー（1991年日経賞）
- センゴクヒスイ（1991年新潟記念）
- ヤマニンゼファー（1992年安田記念）
- ペガサス（1992年新潟3歳ステークス）
- セキテイリュウオー （1993年金杯（東）、1994年東京新聞杯）
- マルチマックス（1993年スプリングステークス）
- センゴクシルバー（1994年ダイヤモンドステークス）
- トウショウフェノマ（1994年新潟3歳ステークス）
- サマーサスピション（1995年青葉賞）
- マイネルブリッジ（1995年NHK杯）
- オレンジピール（1997年クイーンカップ）
- パリスナポレオン（1997年マーキュリーカップ）
- デュークグランプリ（1997年ブリーダーズゴールドカップ）
- アドマイヤマンボ（1998年全日本3歳優駿）
- エンゼルカロ（1999年ラベンダー賞）
- ゴールドティアラ（1999年ユニコーンステークス）
- セレクトグリーン（1999年根岸ステークス）
- コスモリアライズ（2000年兵庫ジュニアグランプリ）
- トラストファイヤー（2001年ラジオたんぱ賞）
- シンコウカリド（2001年セントライト記念）
- バランスオブゲーム（2002年弥生賞、セントライト記念、2003年毎日王冠、2005年・2006年中山記念、2006年オールカマー）
- イーグルカフェ（2002年七夕賞）
- トーワトレジャー（2002年新潟記念）
- ワナ（2002年新潟2歳ステークス）
- サクラプレジデント（2002年札幌2歳ステークス）
- トーホウシデン（2003年中山金杯）
- ミデオンビット（2003年七夕賞）
- ウインラディウス（2004年京王杯スプリングカップ、2005年東京新聞杯、富士ステークス）
- ウイングレット（2005年中山牝馬ステークス）
- ショウナンタキオン（2005年新潟2歳ステークス）
- グレイスティアラ （2005年エーデルワイス賞、全日本2歳優駿、2006年兵庫チャンピオンシップ）
- リミッドレスビッド（2006年ガーネットステークス）
- スリーアベニュー（2007年ガーネットステークス）
- ヴィクトリー（2007年皐月賞）
- シャドウゲイト（2007年中山金杯、シンガポール航空インターナショナルカップ、2010年中京記念）
- エイシンデピュティ（2007年エプソムカップ）
- キングストレイル（2007年京成杯オータムハンデキャップ）
- アブソリュート （2009年東京新聞杯、富士ステークス）
- ムードインディゴ（2009年府中牝馬ステークス）
- ビッグロマンス （2010年全日本2歳優駿）
- フェイトフルウォー（2011年京成杯）
- インパルスヒーロー（2013年ファルコンステークス）
- サダムパテック（2014年中京記念）
- スイートサルサ（2015年福島牝馬ステークス[27]）
- マイスタイル（2019年函館記念）
- エヒト（2022年七夕賞）

## 調教師成績
|                    | 日付          | 競馬場・開催  | 競走名         | 馬名           | 頭数 | 人気 | 着順 |
| ------------------ | ------------- | ------------- | -------------- | -------------- | ---- | ---- | ---- |
| 初出走             | 2025年3月8日  | 2回中山3日12R | 4歳上1勝クラス | デイジー       | 16頭 | 8    | 2着  |
| 初勝利             | 2025年4月13日 | 1回福島2日11R | 福島民報杯     | シリウスコルト | 15頭 | 3    | 1着  |
| 重賞初出走・初勝利 | 2025年5月17日 | 1回新潟5日11R | 新潟大賞典     | シリウスコルト | 16頭 | 8    | 1着  |
| GI初出走           |               |               |                |                |      |      |      |
| GI初勝利           |               |               |                |                |      |      |      |

### 主な管理馬
- ラーグルフ（宗像義忠厩舎から転厩）
- シリウスコルト（2025年新潟大賞典）

## テレビ出演
- スーパー競馬（フジテレビ）
  - 皐月賞のゲスト解説で藤沢和雄調教師と共に出演（1994年）
- ラスタとんねるず'94（フジテレビ）
- さんまのナンでもダービー(テレビ朝日）
- とんねるずの本汁でしょう!!（フジテレビ）
- ジャンクSPORTS（フジテレビ）
- 馬の子TIM2009（グリーンチャンネル）
- 有吉反省会 (日本テレビ)
- 競馬ブロス（グリーンチャンネル）